# Liste der Kulturdenkmäler in Bad Sooden-Allendorf/Stadtteile
Die folgende Liste enthält die in der Denkmaltopographie ausgewiesenen Kulturdenkmäler auf dem Gebiet  der  Stadt Bad Sooden-Allendorf, Werra-Meißner-Kreis, Hessen.
Hinweis: Die Reihenfolge der Denkmäler in dieser Liste orientiert sich zunächst an Stadtteilen und anschließend der Anschrift, alternativ ist sie auch nach der Bezeichnung, der vom Landesamt für Denkmalpflege vergebenen Nummer oder der Bauzeit sortierbar.
Kulturdenkmäler werden fortlaufend im Denkmalverzeichnis des Landes Hessen durch das Landesamt für Denkmalpflege Hessen auf Basis des Hessischen Denkmalschutzgesetzes (HDSchG) geführt. Die Schutzwürdigkeit eines Kulturdenkmals hängt nicht von der Eintragung in das Denkmalverzeichnis des Landes Hessen oder der Veröffentlichung in der Denkmaltopographie ab.

Das Vorhandensein oder Fehlen eines Objekts in dieser Liste ist keine rechtsverbindliche Auskunft darüber, ob es Kulturdenkmal ist oder nicht: Diese Liste entspricht möglicherweise nicht dem aktuellen Stand der offiziellen Denkmaltopographie. Diese ist für Hessen in den entsprechenden Bänden der Denkmaltopographie Bundesrepublik Deutschland und im Internet unter DenkXweb – Kulturdenkmäler in Hessen einsehbar. Auch diese Quellen sind, obwohl sie durch das Landesamt für Denkmalpflege Hessen aktualisiert werden, nicht immer aktuell, da es im Denkmalbestand immer wieder Änderungen gibt.
Eine verbindliche Auskunft erteilt allein das Landesamt für Denkmalpflege Hessen.
Nutze diese Kartenansicht, um Koordinaten in der Liste zu setzen. In dieser Kartenansicht sind Kulturdenkmale ohne Koordinaten mit einem roten bzw. orangen Marker dargestellt und können in der Karte gesetzt werden. Kulturdenkmale ohne Bild sind mit einem blauen bzw. roten Marker gekennzeichnet, Kulturdenkmale mit Bild mit einem grünen bzw. orangen Marker.

## Kulturdenkmäler außerhalb der Kernstadt

### Ahrenberg
| Bild                | Bezeichnung            | Lage                                             | Beschreibung | Bauzeit | Objekt-Nr. |
| ------------------- | ---------------------- | ------------------------------------------------ | ------------ | ------- | ---------- |
| Auf dem Ahrenberg 1 | Wohn-/Wirtschaftstrakt | Auf dem Ahrenberg 1 LageFlur: 3, Flurstück: 15/2 |              |         | 40877 DDB  |
| Auf dem Ahrenberg 2 | Hofanlage mit Wohnhaus | Auf dem Ahrenberg 2 LageFlur: 3, Flurstück: 12/3 |              |         | 40878 DDB  |
| Wohnhaus            | Wohnhaus               | Auf dem Ahrenberg 3 LageFlur: 3, Flurstück: 31/6 |              |         | 40879 DDB  |

### Dudenrode
| Bild                | Bezeichnung                     | Lage                                        | Beschreibung                                    | Bauzeit | Objekt-Nr. |
| ------------------- | ------------------------------- | ------------------------------------------- | ----------------------------------------------- | ------- | ---------- |
| Bild gesucht BW     | Brunnen 1877                    | Bergholz LageFlur: 9, Flurstück: 9/4        | Mit Inschrift: Baumbachsquelle den 4. Juni 1877 | 1877    | 41661 DDB  |
| Bild gesucht BW     | Hofanlage                       | Borngasse 2 LageFlur: 4, Flurstück: 25      |                                                 |         | 40881 DDB  |
| Bild gesucht BW     | Garteneinfriedung               | Im Dorfe LageFlur: 3, Flurstück: 66         |                                                 |         | 40885 DDB  |
| Evangelische Kirche | Evangelische Kirche             | Kirchrain 1 LageFlur: 4, Flurstück: 95/4    | mit Orgel und Grabsteinen                       | 1788    | 40884 DDB  |
| Bild gesucht BW     | Streckhof                       | Kirchrain 2 LageFlur: 3, Flurstück: 93/1    |                                                 |         | 40883 DDB  |
| Bild gesucht BW     | Wohnhaus und Wirtschaftsgebäude | Kirchrain 8 LageFlur: 4, Flurstück: 10/1    |                                                 |         | 40882 DDB  |
| Bild gesucht BW     | Wegweiser * 4725.V6             | Liethe LageFlur: 2, Flurstück: 74/14        |                                                 |         | 41616 DDB  |
| Bild gesucht BW     | Wohnhaus                        | Meißnerstraße 8a LageFlur: 4, Flurstück: 22 |                                                 |         | 40886 DDB  |

### Ellershausen
| Bild                                | Bezeichnung                      | Lage                                                            | Beschreibung                                                                     | Bauzeit | Objekt-Nr. |
| ----------------------------------- | -------------------------------- | --------------------------------------------------------------- | -------------------------------------------------------------------------------- | ------- | ---------- |
| Bild gesucht BW                     | Hofanlage                        | Bachstraße 1 LageFlur: 1, Flurstück: 40                         |                                                                                  |         | 40888 DDB  |
| Bild gesucht BW                     | Ensemble                         | Bachstraße 12/14, 18 LageFlur: 1, Flurstück: 74/3, 75, 81, 82/1 | Bautengruppe mit Doppelhaus, Wirtschaftstrakt, Backhaus und Scheune              |         | 40889 DDB  |
| Tagelöhnerhaus                      | Tagelöhnerhaus                   | Bachstraße 16 LageFlur: 1, Flurstück: 78/2                      |                                                                                  |         | 40890 DDB  |
| Bild gesucht BW                     | Hofanlage                        | Große Gasse 7 LageFlur: 1, Flurstück: 66/1                      |                                                                                  |         | 40891 DDB  |
| Bild gesucht BW                     | Hofanlage mit Wirtschaftsgebäude | Landstraße 6, Landstraße LageFlur: 1, Flurstück: 34/3, 34/4     |                                                                                  |         | 40892 DDB  |
| Bild gesucht BW                     | Wohnhaus                         | Landstraße 8 LageFlur: 1, Flurstück: 31                         |                                                                                  |         | 40893 DDB  |
| weitere Bilder                      | Evangelische Kirche              | Landstraße 10 LageFlur: 1, Flurstück: 1                         | mit Sandsteinmauer                                                               |         | 40895 DDB  |
| Bild gesucht BW                     | Streckhof mit Wirtschaftsgebäude | Landstraße 12 LageFlur: 1, Flurstück: 3                         |                                                                                  | 1750    | 40894 DDB  |
| Bild gesucht BW                     | Wohnhaus                         | Landstraße 15 LageFlur: 1, Flurstück: 58                        |                                                                                  |         | 40897 DDB  |
| Bild gesucht BW                     | Schulhaus                        | Landstraße 19 LageFlur: 1, Flurstück: 60                        |                                                                                  |         | 40898 DDB  |
| zwei Einhäuser                      | zwei Einhäuser                   | Landstraße 21, 21a, 23 LageFlur: 1, Flurstück: 61/1, 61/2, 62   |                                                                                  |         | 40899 DDB  |
| Gartenhaus (Pavillon am Gutsgarten) | Hof                              | Landstraße 25, Landstraße LageFlur: 1, Flurstück: 89/2, 90/4    | Wohnhaus, Wirtschaftsgebäude, Wirtschaftshof, Gartenhaus, Mauer und Gartenanlage |         | 40900 DDB  |
| Bild gesucht BW                     | Einhaus mit Wirtschaftsgebäude   | Landstraße 26/24 LageFlur: 1, Flurstück: 16, 17                 |                                                                                  |         | 40901 DDB  |

### Hilgershausen
| Bild                                         | Bezeichnung                                  | Lage | Beschreibung                   | Bauzeit | Objekt-Nr. |
| -------------------------------------------- | -------------------------------------------- | --- | ------------------------------ | ------- | ---------- |
| Bild gesucht BW                              | Grenzsteine                                  | Dörrbeerholz, Roggenberg, Hinterm Boden, Aufm Gemenge, Aufm Boden LageFlur: 1, 8, 9, 14, Flurstück: 4, 17, 24/2, 1/1, 16 | mit Inschrift: HC/D 1821       |         | 41604 DDB  |
| Bild gesucht BW                              | Streckhof mit Wirtschaftsgebäude             | Flachsbachstraße 2 LageFlur: 5, Flurstück: 196/3                                                                         |                                | 1799    | 40904 DDB  |
| Bild gesucht BW                              | Wohnhaus mit Schweinestall                   | Flachsbachstraße 4 LageFlur: 5, Flurstück: 200/1                                                                         |                                |         | 40905 DDB  |
| Wohnhaus                                     | Wohnhaus                                     | Flachsbachstraße 5 LageFlur: 5, Flurstück: 319/1                                                                         |                                |         | 40407 DDB  |
| Bild gesucht BW                              | Wohn-/Wirtschaftsgebäude                     | Flachsbachstraße 6 LageFlur: 5, Flurstück: 203/2                                                                         | mit Fruchtboden mit Durchfahrt |         | 40907 DDB  |
| Bild gesucht BW                              | Streckhof                                    | Flachsbachstraße 7 LageFlur: 5, Flurstück: 306/2                                                                         |                                |         | 40409 DDB  |
| Bild gesucht BW                              | Wohnhaus mit Wirtschaftsgebäude              | Flachsbachstraße 9 LageFlur: 5, Flurstück: 302/2                                                                         |                                |         | 40410 DDB  |
| Bild gesucht BW                              | Einhaus                                      | Flachsbachstraße 10 LageFlur: 5, Flurstück: 222/3                                                                        |                                |         | 40411 DDB  |
| Wohnhaus                                     | Wohnhaus                                     | Flachsbachstraße 13 LageFlur: 5, Flurstück: 287/1                                                                        |                                |         | 40911 DDB  |
| Bild gesucht BW                              | Wohnhaus                                     | Flachsbachstraße 17 LageFlur: 5, Flurstück: 284/1                                                                        |                                |         | 40912 DDB  |
| Bild gesucht BW                              | Wohnhaus                                     | Flachsbachstraße 19 LageFlur: 5, Flurstück: 283/1                                                                        |                                |         | 40414 DDB  |
| Bild gesucht BW                              | Einhaus                                      | Flachsbachstraße 21 LageFlur: 5, Flurstück: 278/1                                                                        | mit Sandsteinmauer             |         | 40415 DDB  |
| Bild gesucht BW                              | Wohnhaus mit Wirtschaftsgebäude              | Flachsbachstraße 23 LageFlur: 5, Flurstück: 277/2                                                                        |                                |         | 40915 DDB  |
| Bild gesucht BW                              | Hofanlage mit Wirtschaftsgebäude             | Flachsbachstraße 25 LageFlur: 5, Flurstück: 271/2                                                                        | Hinweis auf Haustür            |         | 40916 DDB  |
| Einhaus                                      | Einhaus                                      | Flachsbachstraße 27 LageFlur: 5, Flurstück: 268/1                                                                        | mit Stallungen und Scheune     |         | 40418 DDB  |
| Bild gesucht BW                              | Wohnhaus                                     | Hof Vollung 1 LageFlur: 8, Flurstück: 84/1                                                                               |                                | 1784    | 40936 DDB  |
| Bild gesucht BW                              | Bauerngarten                                 | Im Dorfe LageFlur: 5, Flurstück: 86/1                                                                                    |                                |         | 40422 DDB  |
| Wohnhaus mit Wirtschaftsgebäude und Backhaus | Wohnhaus mit Wirtschaftsgebäude und Backhaus | Im Dreschborn 2 LageFlur: 5, Flurstück: 88/1                                                                             |                                |         | 40919 DDB  |
| Wohnhaus                                     | Wohnhaus                                     | Im Dreschborn 3 LageFlur: 5, Flurstück: 215/1                                                                            |                                |         | 40920 DDB  |
| Bild gesucht BW                              | Wohnhaus                                     | Im Dreschborn 8 LageFlur: 5, Flurstück: 33/1                                                                             |                                |         | 40423 DDB  |
| Bild gesucht BW                              | Riedmühle                                    | Im Forellental 1, Bei der Mühle LageFlur: 6, Flurstück: 147, 153                                                         |                                |         | 40933 DDB  |
| Bild gesucht BW                              | Centstein                                    | Im untersten Brückerbach LageFlur: 2, Flurstück: 132/1                                                                   |                                |         | 41587 DDB  |
| Bild gesucht BW                              | Hofanlage                                    | Im Winkel 2, Im Dorfe LageFlur: 5, Flurstück: 211/1, 212/3                                                               |                                |         | 40924 DDB  |
| Bild gesucht BW                              | Ehrenmal                                     | Mühlhölzchen LageFlur: 6, Flurstück: 190/6                                                                               |                                |         | 40934 DDB  |
| Bild gesucht BW                              | Riedbachbrücke                               | Oberrieder Bach LageFlur: 2, Flurstück: 127/15                                                                           |                                |         | 40935 DDB  |
| Wegweiser                                    | Wegweiser                                    | Oberrieder Straße LageFlur: 5, Flurstück: 238/19                                                                         |                                |         | 40427 DDB  |
| Bild gesucht BW                              | Wohnhaus                                     | Oberrieder Straße 5 LageFlur: 5, Flurstück: 329/2                                                                        |                                | 1851    | 40426 DDB  |
| Bild gesucht BW                              | Hofanlage                                    | Oberrieder Straße 7 LageFlur: 5, Flurstück: 89/2                                                                         |                                | 1749    | 40428 DDB  |
| Wohnhaus                                     | Wohnhaus                                     | Oberrieder Straße 8 LageFlur: 5, Flurstück: 180/4                                                                        | Hinweis auf Haustür            |         | 40928 DDB  |
| Bild gesucht BW                              | Hofanlage                                    | Oberrieder Straße 21 LageFlur: 5, Flurstück: 115/2                                                                       |                                |         | 40929 DDB  |
| weitere Bilder                               | Evangelische Kirche                          | Rundstraße 1 LageFlur: 5, Flurstück: 229/2                                                                               |                                | 1771    | 40419 DDB  |
| Bild gesucht BW                              | Hofanlage                                    | Rundstraße 6 LageFlur: 5, Flurstück: 81/1, 82                                                                            | Mauer                          |         | 40930 DDB  |
| Wohnhaus                                     | Wohnhaus                                     | Rundstraße 8a LageFlur: 5, Flurstück: 78/3                                                                               |                                |         | 40432 DDB  |
| Bild gesucht BW                              | Streckhof mit Wirtschaftsgebäude             | Rundstraße 10 LageFlur: 5, Flurstück: 75/3                                                                               |                                |         | 40433 DDB  |

### Kleinvach
| Bild                | Bezeichnung            | Lage                                                                    | Beschreibung                                                            | Bauzeit | Objekt-Nr. |
| ------------------- | ---------------------- | ----------------------------------------------------------------------- | ----------------------------------------------------------------------- | ------- | ---------- |
| 34 Lagerkeller      | 34 Lagerkeller         | Auf dem Biehl, Am Rain LageFlur: 3, 7, Flurstück: 28–35, 37–41, 112–123 |                                                                         |         | 767981 DDB |
| Erbbegräbnis        | Erbbegräbnis           | Bei der Kirche LageFlur: 9, Flurstück: 62/1                             | Erbbegräbnis der Familie Hombergk zu Vach                               |         | 40672 DDB  |
| Bild gesucht BW     | Andreaskapelle         | Bei der Kirche LageFlur: 9, Flurstück: 62/1                             | mit Grabstelle                                                          |         | 40670 DDB  |
| Bild gesucht BW     | Fährhaus               | Fährgasse 1 LageFlur: 2, Flurstück: 86/3                                |                                                                         |         | 40661 DDB  |
| Bild gesucht BW     | ehem. Schule           | Hörnestraße 1 LageFlur: 2, Flurstück: 12/1                              |                                                                         |         | 40663 DDB  |
| Bild gesucht BW     | Wohnhaus               | Hörnestraße 7 LageFlur: 2, Flurstück: 15                                |                                                                         |         | 40664 DDB  |
| Evangelische Kirche | Evangelische Kirche    | Hörnestraße 10a LageFlur: 2, Flurstück: 69                              |                                                                         |         | 40665 DDB  |
| Bild gesucht BW     | Sachgesamtheit Gutshof | Hörnestraße 12 LageFlur: 2, Flurstück: 67/2                             | Herrenhaus, Wirtschaftsgebäude, Scheune, Einfriedung, Portal, Pflaster. |         | 40666 DDB  |
| Bild gesucht BW     | Wohnhaus               | Hörnestraße 15 LageFlur: 2, Flurstück: 27                               |                                                                         |         | 40667 DDB  |
| Bild gesucht BW     | Wohnhaus               | Hörnestraße 32/30 LageFlur: 2, Flurstück: 52, 53                        |                                                                         |         | 40669 DDB  |

### Oberrieden
| Bild                                          | Bezeichnung                                   | Lage | Beschreibung                                 | Bauzeit | Objekt-Nr. |
| --------------------------------------------- | --------------------------------------------- | --- | -------------------------------------------- | ------- | ---------- |
| Mühle mit Wohnhaus                            | Mühle mit Wohnhaus                            | Am Brink 1 LageFlur: 3, Flurstück: 134/2                                                                        |                                              |         | 40488 DDB  |
| historischer Garten mit Ummauerung            | historischer Garten mit Ummauerung            | Am Brink 2 LageFlur: 8, Flurstück: 17/1                                                                         |                                              |         | 768973 DDB |
| Fachwerkwohnhaus                              | Fachwerkwohnhaus                              | Am Brink 4 LageFlur: 3, Flurstück: 23/1                                                                         |                                              |         | 40490 DDB  |
| Wohnhaus                                      | Wohnhaus                                      | Am Brink 8/10, Am Brink LageFlur: 8, Flurstück: 84/2, 85/1, 89/2                                                |                                              |         | 40491 DDB  |
| Bild gesucht BW                               | 8 Grenzsteine                                 | Aufm Gemenge, Strubekopf, Schnellerskopf, Schnellersborn, Eisenkuhle LageFlur: 14, Flurstück: 1, 16, 2, 3, 8    | Inschrift: HR/D / 1728/1730                  |         | 41601 DDB  |
| Doppelwohnhaus                                | Doppelwohnhaus                                | Bückerstraße 2/4 LageFlur: 3, Flurstück: 165/1, 167                                                             |                                              |         | 40489 DDB  |
| Wohnhaus                                      | Wohnhaus                                      | Bückerstraße 5 LageFlur: 3, Flurstück: 20/5                                                                     |                                              |         | 40492 DDB  |
| Wohn-/Wirtschaftsgebäude                      | Wohn-/Wirtschaftsgebäude                      | Bückerstraße 9, Bückerstraße LageFlur: 3, Flurstück: 25/2, 25/3                                                 |                                              |         | 40494 DDB  |
| Einhaus mit Wirtschaftsgebäude                | Einhaus mit Wirtschaftsgebäude                | Burgstraße 9 LageFlur: 7, Flurstück: 102                                                                        |                                              |         | 40493 DDB  |
| weitere Bilder                                | Werrabrücke                                   | Eisenbahn LageFlur: 4, Flurstück: 74/4                                                                          |                                              |         | 40514 DDB  |
| weitere Bilder                                | Schürzebergtunnel                             | Eisenbahn LageFlur: 4, 5, Flurstück: 74/4, 75/1, 80/6, 17/1, 17/2, 35/2, 36, 44/12, 44/14, 7/1, 81, 8/1, 82, 84 |                                              |         | 40516 DDB  |
| Einhaus                                       | Einhaus                                       | Hilgershäuser Straße 6 LageFlur: 3, Flurstück: 225/1                                                            |                                              |         | 40495 DDB  |
| Hofanlage                                     | Hofanlage                                     | Hilgershäuser Straße 11 LageFlur: 8, Flurstück: 37/1                                                            |                                              |         | 40496 DDB  |
| Mühle mit Wohnhaus                            | Mühle mit Wohnhaus                            | Hilgershäuser Straße 13, In den Weiden, Hilgershäuser Straße 13a LageFlur: 8, Flurstück: 55/2                   |                                              |         | 40497 DDB  |
| Dorfplatz                                     | Dorfplatz                                     | Lindenstraße LageFlur: 3, Flurstück: 181/5                                                                      | Dorfplatz mit Steintisch                     |         | 40502 DDB  |
| historische Ummauerung                        | historische Ummauerung                        | Lindenstraße LageFlur: 3, Flurstück: 194/3                                                                      |                                              |         | 768987 DDB |
| Mühle                                         | Mühle                                         | Lindenstraße 3 LageFlur: 3, Flurstück: 141/2                                                                    |                                              |         | 40498 DDB  |
| Streckhof                                     | Streckhof                                     | Lindenstraße 7 LageFlur: 3, Flurstück: 194/4                                                                    |                                              |         | 40500 DDB  |
| Streckhof mit Backhaus und Wirtschaftsgebäude | Streckhof mit Backhaus und Wirtschaftsgebäude | Lindenstraße 11, Lindenstraße 9 LageFlur: 3, Flurstück: 192/3, 200/2                                            |                                              |         | 40501 DDB  |
| Hofanlage mit Sandsteinmauer                  | Hofanlage mit Sandsteinmauer                  | Lohstraße 2 LageFlur: 3, Flurstück: 63/2                                                                        |                                              |         | 40503 DDB  |
| Hofanlage                                     | Hofanlage                                     | Riedbachstraße 23 LageFlur: 3, Flurstück: 126/2                                                                 |                                              |         | 40504 DDB  |
| Bild gesucht BW                               | Brücke                                        | Riede, L 3240 LageFlur: 11, Flurstück: 104/1, 90/51, 90/52                                                      |                                              |         | 40513 DDB  |
| weitere Bilder                                | 11 Grenzsteine                                | Scherzeberg, Winkeleisen, Lohfeld, Auf der Klinge LageFlur: 4, 5, 15, Flurstück: 76, 25/1, 27, 28/1, 428, 434   |                                              |         | 41589 DDB  |
| Bild gesucht BW                               | Grenzstein                                    | Sülzegraben LageFlur: 14, Flurstück: 15/3                                                                       |                                              |         | 934747 DDB |
| Wasserbehälter                                | Wasserbehälter                                | Vorm Höhberge LageFlur: 9, Flurstück: 160                                                                       |                                              |         | 40515 DDB  |
| weitere Bilder                                | Evangelische Kirche                           | Witzenhäuser Straße 1, Witzenhäuser Straße LageFlur: 3, Flurstück: 256, 257                                     | evangelische Pfarrkirche, mit Sandsteinmauer | 1786    | 40511 DDB  |
| Pfarrhaus                                     | Pfarrhaus                                     | Witzenhäuser Straße 2 LageFlur: 3, Flurstück: 248/4                                                             |                                              |         | 40505 DDB  |
| Wohnhaus                                      | Wohnhaus                                      | Witzenhäuser Straße 4 LageFlur: 3, Flurstück: 246/3                                                             |                                              |         | 40506 DDB  |
| Hofanlage                                     | Hofanlage                                     | Witzenhäuser Straße 5 LageFlur: 3, Flurstück: 264/2                                                             |                                              |         | 40507 DDB  |
| Gebäudegruppe mit Backhaus                    | Gebäudegruppe mit Backhaus                    | Witzenhäuser Straße 6 LageFlur: 3, Flurstück: 243/4, 243/5                                                      |                                              |         | 40508 DDB  |
| Hofanlage                                     | Hofanlage                                     | Witzenhäuser Straße 8 LageFlur: 3, Flurstück: 177/4                                                             |                                              |         | 40509 DDB  |
| ehem. Dorfschmiede                            | ehem. Dorfschmiede                            | Witzenhäuser Straße 9 LageFlur: 3, Flurstück: 162/4                                                             |                                              |         | 40510 DDB  |
| ehem. Schule                                  | ehem. Schule                                  | Wolfsschlucht 3 LageFlur: 3, Flurstück: 181/4                                                                   |                                              |         | 40512 DDB  |

### Orferode
| Bild                             | Bezeichnung                      | Lage                                                                      | Beschreibung              | Bauzeit   | Objekt-Nr. |
| -------------------------------- | -------------------------------- | ------------------------------------------------------------------------- | ------------------------- | --------- | ---------- |
| Bild gesucht BW                  | Wegweiser * 4725.V4              | Auf dem Reihn LageFlur: 5, Flurstück: 200/1                               |                           |           | 41619 DDB  |
| Wohnhaus                         | Wohnhaus                         | Berghofstraße 3 LageFlur: 7, Flurstück: 96/2                              |                           |           | 40519 DDB  |
| Wohnhaus                         | Wohnhaus                         | Berghofstraße 6 LageFlur: 7, Flurstück: 80/1                              |                           |           | 40520 DDB  |
| Hofanlage                        | Hofanlage                        | Berghofstraße 9 LageFlur: 7, Flurstück: 99/2                              |                           |           | 40521 DDB  |
| Bild gesucht BW                  | Steinkreuz * 4725.1              | Dammstieg (Außerhalb der Ortslage) LageFlur: 53, Flurstück: 3/4           |                           |           | 41641 DDB  |
| Hofanlage                        | Hofanlage                        | Dohlsbachstraße 2/4 LageFlur: 8, Flurstück: 119/4, 121/2                  |                           |           | 767836 DDB |
| Wohnhaus                         | Wohnhaus                         | Dohlsbachstraße 3 LageFlur: 8, Flurstück: 23/1                            |                           |           | 40522 DDB  |
| Wohnhaus                         | Wohnhaus                         | Dohlsbachstraße 7 LageFlur: 8, Flurstück: 30/1                            |                           |           | 40525 DDB  |
| Wohnhaus mit Scheune             | Wohnhaus mit Scheune             | Hauptstraße 9 LageFlur: 8, Flurstück: 15/2                                |                           |           | 40526 DDB  |
| Wohnhaus                         | Wohnhaus                         | Hauptstraße 10 LageFlur: 9, Flurstück: 36/3                               |                           |           | 40527 DDB  |
| Hofanlage mit Wirtschaftsgebäude | Hofanlage mit Wirtschaftsgebäude | Hauptstraße 12 LageFlur: 9, Flurstück: 35                                 |                           |           | 40528 DDB  |
| Hofanlage mit Scheune            | Hofanlage mit Scheune            | Hauptstraße 14 LageFlur: 9, Flurstück: 32/2                               |                           |           | 40530 DDB  |
| Wohnhaus                         | Wohnhaus                         | Hauptstraße 16 LageFlur: 9, Flurstück: 30/2                               |                           |           | 40529 DDB  |
| Wohnhaus mit Wirtschaftsgebäude  | Wohnhaus mit Wirtschaftsgebäude  | Hauptstraße 18 LageFlur: 8, Flurstück: 123/4                              |                           |           | 40531 DDB  |
| Streckhof mit Wirtschaftsgebäude | Streckhof mit Wirtschaftsgebäude | Hauptstraße 20 LageFlur: 8, Flurstück: 127/9                              |                           |           | 40532 DDB  |
| Tagelöhnerhaus                   | Tagelöhnerhaus                   | Hinter der Kirche 6 LageFlur: 8, Flurstück: 40/2                          |                           |           | 40533 DDB  |
| Streckhof mit Wirtschaftstrakt   | Streckhof mit Wirtschaftstrakt   | Hinter der Kirche 8, Hinter der Kirche LageFlur: 8, Flurstück: 38/3, 39/1 |                           |           | 40534 DDB  |
| Wohnhaus                         | Wohnhaus                         | Hinter der Kirche 12 LageFlur: 8, Flurstück: 52/8                         |                           |           | 40535 DDB  |
| Wohnhaus                         | Wohnhaus                         | Hinter der Kirche 14 LageFlur: 8, Flurstück: 59/9                         |                           |           | 40536 DDB  |
| Hofanlage                        | Hofanlage                        | Hinter der Kirche 18 LageFlur: 7, Flurstück: 41/4                         |                           |           | 40537 DDB  |
| Friedhof                         | Friedhof                         | Im Dorfe LageFlur: 7, Flurstück: 92/6                                     | Grabmale auf dem Friedhof |           | 40547 DDB  |
| Hofanlage                        | Hofanlage                        | Joggeliweg 3 LageFlur: 7, Flurstück: 17/2                                 |                           |           | 40539 DDB  |
| Wegweiser                        | Wegweiser                        | L 3422 LageFlur: 2, Flurstück: 165/2                                      |                           |           | 41618 DDB  |
| Wohnhaus mit Scheune             | Wohnhaus mit Scheune             | Lehmkaute 2, Lehmkaute LageFlur: 9, Flurstück: 27/2, 27/3                 |                           |           | 40540 DDB  |
| Wohnhaus mit Wirtschaftsgebäude  | Wohnhaus mit Wirtschaftsgebäude  | Lehmkaute 4 LageFlur: 9, Flurstück: 26/1                                  |                           |           | 40541 DDB  |
| Streckhof                        | Streckhof                        | Lehmkaute 6 LageFlur: 9, Flurstück: 24/1                                  |                           | 1799      | 40542 DDB  |
| Streckhof                        | Streckhof                        | Lehmkaute 12/14 LageFlur: 9, Flurstück: 11/5, 13/5                        |                           |           | 40543 DDB  |
| weitere Bilder                   | Evangelische Kirche              | Martinstraße LageFlur: 8, Flurstück: 50/3                                 | Pfarrkirche               | 1823–1825 | 40538 DDB  |
| Wohnhaus                         | Wohnhaus                         | Martinstraße 5 LageFlur: 7, Flurstück: 64/3                               |                           |           | 40544 DDB  |
| Hofanlage                        | Hofanlage                        | Stadtweg 3 LageFlur: 7, Flurstück: 105/1                                  |                           | 1816      | 40546 DDB  |
| Wohnhaus                         | Wohnhaus                         | Talweg 3 LageFlur: 8, Flurstück: 7/2                                      |                           | 1811      | 40545 DDB  |
| Dohlsbachbrunnen                 | Dohlsbachbrunnen                 | Wiesenäcker LageFlur: 5, Flurstück: 142/1                                 | Brunnen mit Waschplatz    |           | 40548 DDB  |

### Weiden
| Bild            | Bezeichnung                          | Lage                                             | Beschreibung               | Bauzeit | Objekt-Nr. |
| --------------- | ------------------------------------ | ------------------------------------------------ | -------------------------- | ------- | ---------- |
| Bild gesucht BW | Hofanlage                            | In den Weiden 1 LageFlur: 1, Flurstück: 15/3     |                            |         | 40550 DDB  |
| Bild gesucht BW | Hofanlage mit Backhaus und Scheune   | In den Weiden 2 LageFlur: 1, Flurstück: 16/1     |                            |         | 40552 DDB  |
| Bild gesucht BW | Hofanlage mit zwei Tagelöhnerhäusern | In den Weiden 4 LageFlur: 1, Flurstück: 14/1, 83 | Wappenstein an der Scheune |         | 40551 DDB  |